# هیروشی ایتسوکی
هیروشی ایتسوکی (انگلیسی: Hiroshi Itsuki؛ زادهٔ ۱۴ مارس ۱۹۴۸) خوانندگی، آهنگساز اهل ژاپن است.